# Nicole Fiorentino
Nicole Fiorentino (Ludlow, 7 de abril de 1979) é uma baixista norte-americana. Originalmente um membro turnê da banda de rock alternativo The Smashing Pumpkins (substituindo Ginger Pooley e sua substituição temporária Mark Tulin), tornou-se um membro oficial em 2010. Participou dos álbuns Teargarden by Kaleidyscope (2009) e Oceania (2012).
Antes de ingressar no Smashing Pumpkins, foi membro das bandas Radio Vago, Veruca Salt, Spinnerette, Twilight Sleep e Light FM.
Em 2010, Fiorentino começou a trabalhar com Meghan Toohey sob o nome do grupo The Cold and Lovely. Um álbum está previsto para ser lançado em 2012, [info datado] e um único "não comigo", foi lançado 24 de abril.